# Nuuk Art Museum

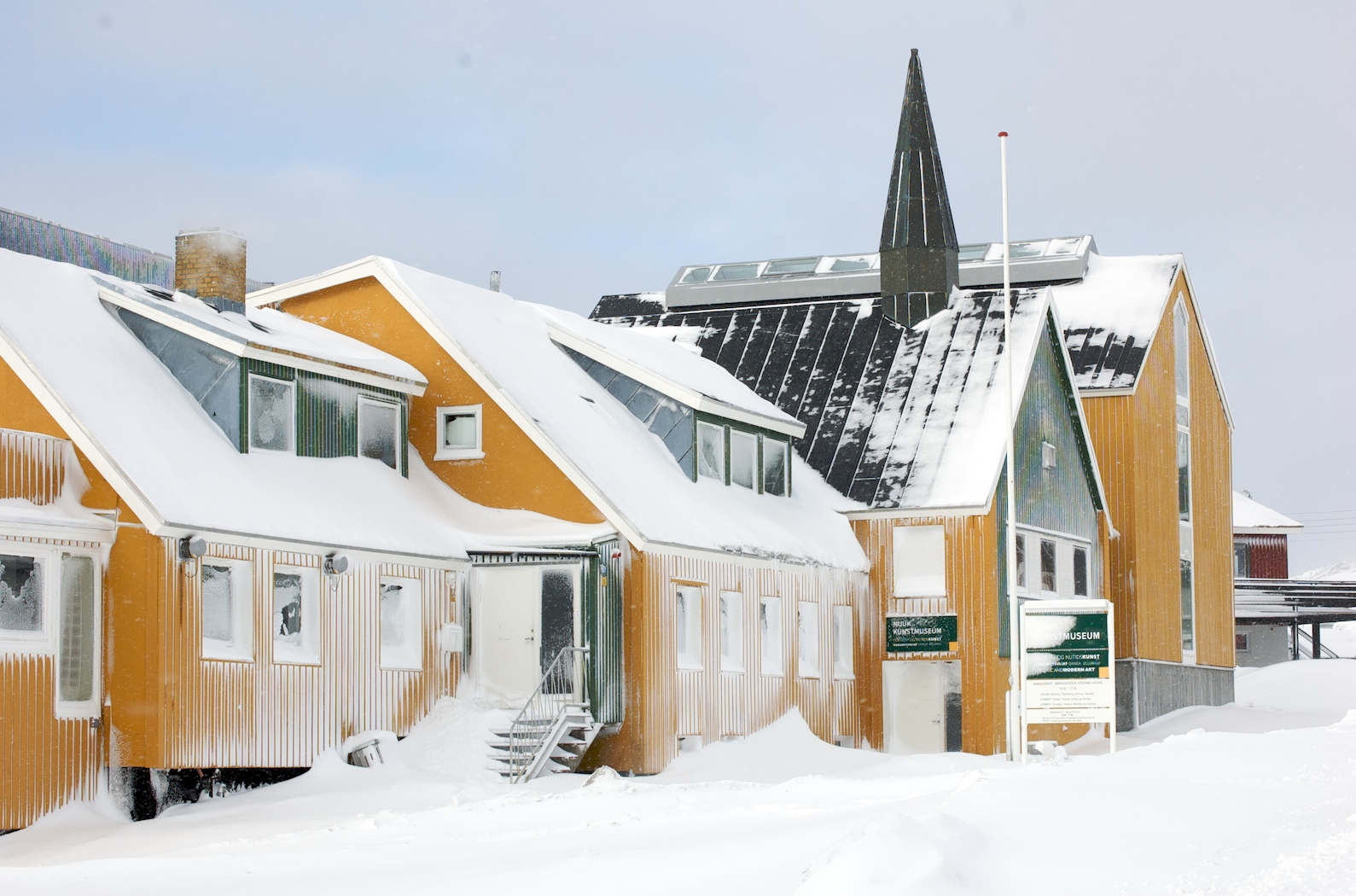
Budynek Muzeum Sztuki w Nuuk

Muzeum Sztuki w Nuuk, Nuuk Art Museum (duń. Nuuk Kunstmuseum, gren. Nuummi Eqqumiitsulianik Saqqummersitsivik) – narodowe muzeum sztuki Grenlandii, położone w stolicy Nuuk.

## Historia
Muzeum zostało założone 22 maja 2005 roku. Budynek oraz część znajdującej się w nim obecnie kolekcji dzieł sztuki zostały podarowane mieszkańcom Nuuk przez biznesmena Svenda Junge (1930-2007) i jego małżonkę Helenę Junge Pedersen (1933-2018).

## Budynek
Muzeum mieści się w dawnym kościele adwentystów przy Kissarneqqortuunnguaq 5. Powierzchnia wystawiennicza budynku wynosi 600m².

## Wystawa
Wystawa stała składa się z 300 obrazów i 400 grenlandzkich figurek, łącząc elementy sztuki dawnej i współczesnej. W zbiorach muzeum znajdują się prace Christine Deichmann (1869-1945), J.E.C. Rasmussena (1841-1893), Haralda Moltke (1871-1960) czy Emanuela A. Petersena (1894-1948). Można również zobaczyć prace przedstawicieli nowszych nurtów artystycznych, takich jak Simon Kristoffersen (1933-1990), Miki Jacobsen (ur. 1965), Buuti Pedersen (ur. 1955), Hans Lynge (1906-1988), Anne-Birthe Hove (1951-2012) czy Pia Arke (1958-2007). Dodatkowo muzeum wystawia kolekcję rzeźb ze steatytu, kości, drewna i kości słoniowej.